# ヴァイオレット・ハント
イゾベル・ヴァイオレット・ハント（1862年9月28日 - 1942年1月16日、英: Isobel Violet Hunt）は、グレートブリテン及びアイルランド連合王国出身の作家および文学的ホステスで、女性解放論者に関する小説を執筆した。1908年に女性作家参政権連盟を設立し、国際ペンクラブの設立に参加した。

## 経歴
1862年9月28日、イングランドのダラム州ダラム市に生まれる。父は画家のアルフレッド・ウィリアム・ハント、母は小説家で翻訳家のマーガレット・レイン・ハントである。1865年に家族でロンドンに移転し、美術評論家のジョン・ラスキンや詩人のウィリアム・モリスが参加したことで知られるラファエル前派の中で育った。1879年に友人で文通相手のオスカー・ワイルドがアイルランドの首都ダブリンで結婚を申し込んだという話が伝わっている。結婚するには当時の彼女が婚約できる年齢に達していたかというこの出来事の意義などから、彼女の正確な生年が1862年であるということが導き出される（よく示される1866年ではない）。
著作には短編小説、小説、回想録、および伝記文学など多くの文学形態を網羅している。積極的な女性解放論者であると同時に、彼女が執筆した小説である『The Maiden's Progress』や『A Hard Woman』が新しい女ジャンルの作品である一方で、短編小説集『Tales of the Uneasy』は超自然的フィクションの典型例である。小説『White Rose of Weary Leaf』が最も優れた作品であると評価されている一方で、『エリザベス・シダル』と題された伝記はシダルの夫であるダンテ・ゲイブリエル・ロセッティに敵意を抱いているとされているが故に信頼に値せずと評価されている。1908年の女性作家参政権連盟設立や1921年の国際ペンクラブ設立参加など、作家の組織化に積極的であった。
かなりの文才があるにもかかわらず、ハントに対する世評はカムデン・ヒルのサウス・ロッジにある彼女の自宅で開催された文学サロン寄りであった。サロンの客にはレベッカ・ウェスト（作家）、エズラ・パウンド（詩人、音楽家）、ジョゼフ・コンラッド（小説家）、パーシー・ウインダム・ルイス（画家）、デーヴィッド・ハーバート・ローレンス（小説家、詩人）、ヘンリー・ジェイムズ（作家、小説家）などがいた。1908年には小説家で詩人のフォード・マドックス・へファー（のちのフォード・マドックス・フォード）が「ザ・イングリッシュ・レヴュー」を創刊する際の手助けを行ったりもした。その後、サロンの客達の大半は彼女の小説、特に『Their Lives』と『Their Hearts』で描かれた。
未婚だったものの、主に年上の男性と親密な関係を多く取り持った。愛人には小説家のサマセット・モームや著作家のハーバート・ジョージ・ウェルズなどがいたが、最も顕著な出来事は既婚者であるへファーと関係を持ったことである。へファーは1910年から1918年までハントの故郷であるサウス・リッジでともに暮らしていた（2人の娘を養うための妻への資金提供を拒否した際の1911年の8日間に渡る監禁期間を含む）。へファーは2冊の小説でこの話を脚色しており、ハントを『グッド・ソルジャー』では策士のフローレンス・ダウウェルとして、『行列の終わり』四部作では乱交者のシルヴィア・ティーチェンスとして描いている。また彼女はサマセット・モームの小説『月と六ペンス』に登場するローズ・ウォーターフィールドや『人間の絆』に登場するノラ・ネズビットにも感化されている 。さらにはノーラ・ホールト著『There Were No Windows』（1944年）の中心人物であるクレア・テンプルのモデルにもなっている。

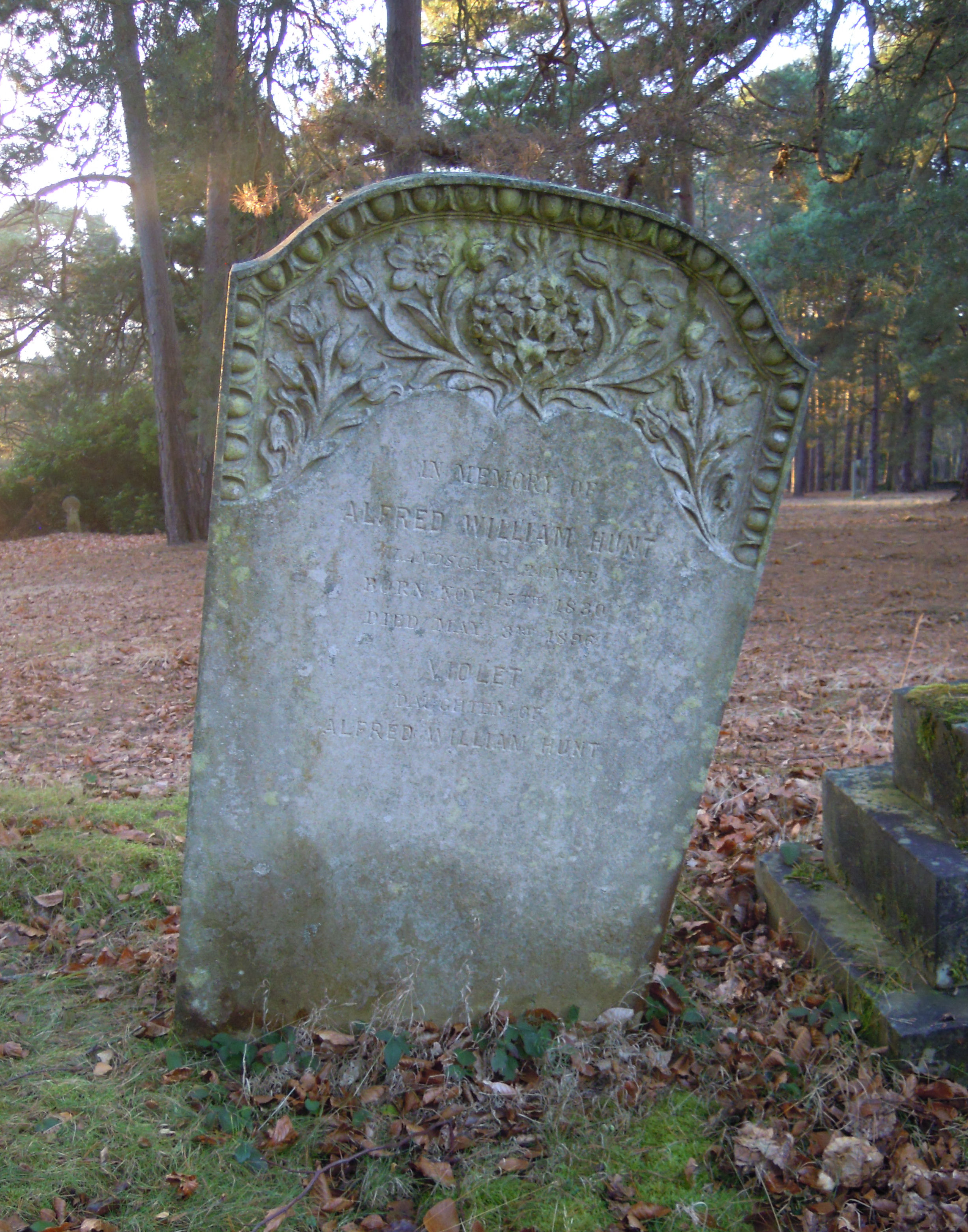
ブルックウッド共同墓地にあるハントの墓碑

彼女は超自然フィクション系の物語を収録した『Tales of the Uneasy』と『More Tales of the Uneasy』も執筆している。編集者で書誌学者のエヴリット・ブライラーは『Tales of the Uneasy』を「超自然的現象が運命の皮肉や生死の密接な関係を示す専門的な比喩表現として利用されている優れた物語」を含んでいると述べている。また『Tales of the Uneasy』はホラー歴史学者のR. S. ハジィが指定した「不当に無視された」ホラー本に含まれている 。
1942年1月16日、肺炎のため自宅で没した。彼女と両親の墓碑はブルックウッド共同墓地にある。

## 作品
- The Maiden's Progress (1894)
- A Hard Woman, a Story in Scenes (1895)
- The Way of Marriage (1896)
- Unkist, Unkind! (1897)
- The Human Interest – A Study in Incompatibilities (1899)
- Affairs of the Heart (1900) stories
- The Celebrity at Home (1904)
- Sooner Or Later (1904)
- The Cat (1905)
- The Workaday Woman (1906)
- White Rose Of Weary Leaf (1908)
- The Wife of Altamont (1910)
- The Life Story of a Cat (1910)
- Tales of the Uneasy (1911) stories
- The Doll (1911)
- The Governess (1912) with Margaret Raine Hunt
- The Celebrity's Daughter (1913)
- The Desirable Alien (1913) (フォード・マドックス・へファーとの共著)
- The House of Many Mirrors (1915)
- Zeppelin Nights: A London Entertainment (1916)（フォード・マドックス・へファーとの共著）
- Their Lives (1916)
- The Last Ditch (1918)
- Their Hearts (1921)
- Tiger Skin (1924) stories
- More Tales of The Uneasy (1925) stories
- The Flurried Years (1926) autobiography, (U.S., I Have This To Say)
- The Wife of Rossetti – Her Life and Death (1932)
- Return of the Good Soldier: Ford Madox Ford and Violet Hunt's 1917 Diary (1983) (フォード・マドックス・フォードとの共著、死後発表）